# Peter von Oppeln

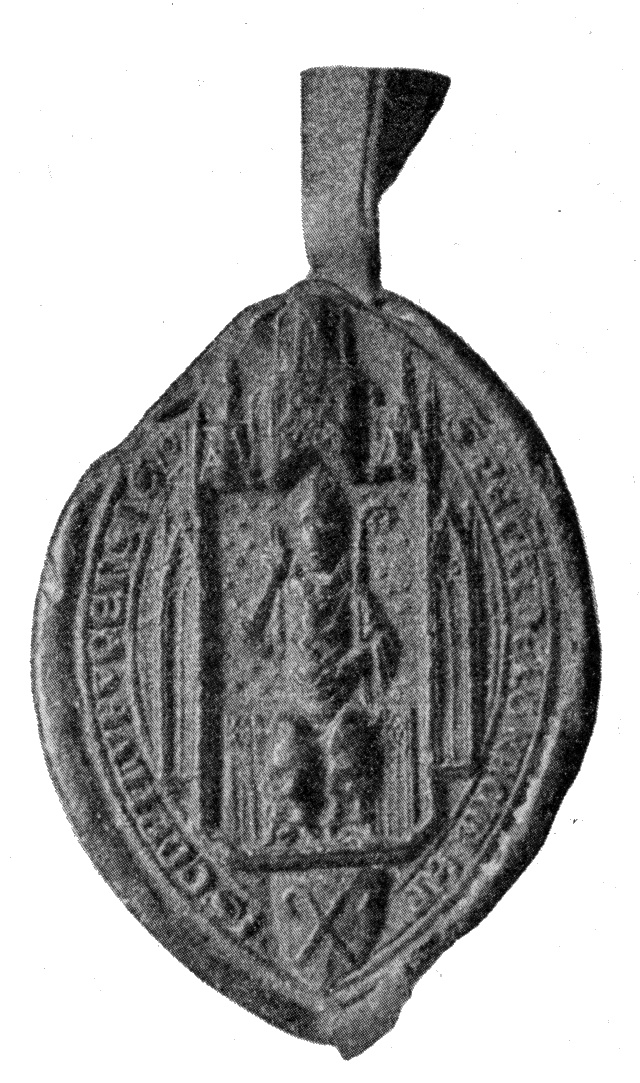
Siegel des Bischofs Peter von Oppeln (1370)

Peter von Oppeln (auch Peter von Oppel; † 26. März 1375) war Bischof von Lebus von 1366 bis 1375 und Kanzler der Mark Brandenburg 1374.

## Leben

### Herkunft und geistliche Ämter
Peter entstammte einer Breslauer Patrizierfamilie. 1356 wurde er erstmals als Domherr von Lebus und als Offizial in Breslau erwähnt. Später war er auch Stiftspropst von Oppeln und 1357/58 Dechant in Glogau.

### Bischof von Lebus
Nach dem Tod des Lebuser Bischofs Heinrich von Banz wurde er vom dortigen Domkapitel zu dessen Nachfolger gewählt und erstmals am 31. Oktober 1366 als Bischof erwähnt. Die päpstliche Bestätigung erfolgte am 8. Juni 1367. 1368 vereinbarte er mit dem polnischen König Kasimir dem Großen seine bischöflichen Rechte der in Polen gelegenen Stiftsgüter sowie die Höhe der bischöflichen Zahlungen.
1369 nahm er am brandenburgischen Landtag in Berlin teil, ein Jahr später in Krakau an den Trauerfeierlichkeiten für König Kasimir den Großen und anschließend an der Krönung Ludwigs I. von Ungarn zum König von Polen. 
1373 wurde Lebus in den kriegerischen Auseinandersetzungen zwischen dem brandenburgischen Markgrafen Otto V. von Bayern und Kaiser Karl IV. zerstört. Der Bischof und das Domkapitel verließen Lebus und lebten an anderen Orten.

### Kanzler von Brandenburg und königlicher Vormund
1374 ernannte ihn Karl IV. zum Großkanzler (cancellarius generalus) der Mark Brandenburg und übertrug ihm die Vormundschaft „in provisorem“ über seine Söhne Siegmund und Johann. Peter residierte in dieser Zeit in Tangermünde.